# Чери, Ренцо де
Ренцо де Чери (итал. Renzo da Ceri), Ренцо делли Ангилльяр (итал. Renzo degli Anguillara; 12 января 1475 или 1476 — 20 января 1536) — итальянский кондотьер из семьи Ангилльяр. Участник обороны Рима от германских наемников в 1527 году.

## Биография
Родился в деревне Чери в области Лацио (сейчас Черветере) в период между 1475 и 1476 годах. С детства обучался владению оружием для последующего поступления на службу Святому Престолу.
В 1510 году по указанию папы Юлия II поступил на службу Венеции в чине капитана. Командовал компанией из ста рыцарей.
6 мая 1527 года участвовал в обороне Рима от германских войск.